# فصل (منطق)
الفصل كليٌّ يحمل على الشيء في جواب أي شيء هو في جوهره، كالناطق والحساس، فالكلي جنس يشمل سائر الكليات. وبقولنا «يحمل على الشيء في جواب أي شيء هو» يخرج النوع والجنس والعرض العام، لأن النوع والجنس يقالان في جواب ما هو، لا في جواب أي شيء هو، والعرض العام لا يقال في الجواب أصلًا. وبقولنا «في جوهره» يخرج الخاصة، لأنها وإن كانت مميزة لكن لا في جوهره وذاته. وهو قريب إن ميز الشيء عن مشاركاته في الجنس القريب، كالناطق للإنسان؛ أو بعيد إن ميزه عن مشاركاته في الجنس البعيد، كالحساس للإنسان.